# 4064 Marjorie
4064 Marjorie è un asteroide della fascia principale. Scoperto nel 1960, presenta un'orbita caratterizzata da un semiasse maggiore pari a 2,4654508 UA e da un'eccentricità di 0,0433770, inclinata di 7,20456° rispetto all'eclittica.